# Paolo Graziosi
Paolo Graziosi (Rímini, 25 de enero de 1940 - Vicenza, 1 de febrero de 2022) fue un actor de cine y teatro italiano.

## Biografía
Nació en Rimini en 1940. Años más tarde, en 1961, fue rechazado en los exámenes de admisión para la Academia de Arte Dramático Silvio D'Amico. Posteriormente se matriculó en el Centro Experimental de Cine. En el teatro, tras un período de aprendizaje, tuvo su primera oportunidad en 1965 con el papel de Mercucio en una célebre versión de Romeo y Julieta dirigida por Franco Zeffirelli. En el cine, en el que había debutado en 1962 (en la película dramática Gli arcangeli), su papel revelación fue el contable Carlo en China está cerca de Marco Bellocchio (que había sido su compañero de clase en el centro experimental y que ya había lo dirigió en el cortometraje de 1962 Ginepro fatto uomo). A partir de entonces, Graziosi continuó apareciendo en películas y series de televisión, generalmente en papeles secundarios, pero a partir de los años setenta centró sus actividades en el escenario, cofundando con Carlo Cecchi "GranTeatro", compañía activa principalmente en circuitos alternativos.
Graziosi, que estaba luchando contra el cáncer, falleció de COVID-19 en Vicenza el 1 de febrero de 2022, a la edad de 82 años.

## Filmografía seleccionada
- Un Gangstergirl (1966)
- China está cerca (1968)
- Galileo (1968)
- Cuore di Mamá (1969)
- Illustrious Cadáveres (1976)
- Buon Natale... buon anno (1989)
- La Condena (1991
- Una Historia Sencilla (1991)
- Louis, el Rey de Niño (1993)
- Il lungo silenzio (1993)
- Nessuna qualità agli eroi (2007)
- Il divo (2008)
- El padre de Giovanna (2008)
- Veloz como el viento (2016)
- Pinocchio (2019)
- El Poeta Malo (2020)
- Tres pisos (2021)